# Фабрика-де-Захер
Фабрика-де-Захер (рум. Fabrica de Zahăr) — село у Фалештському районі Молдови. Адміністративно підпорядковане місту Фалешти.